# Tipula (Lunatipula) curvispina
Tipula (Lunatipula) curvispina is een tweevleugelige uit de familie langpootmuggen (Tipulidae). De soort komt voor in het Palearctisch gebied.